# Celastrus richii
Celastrus richii är en benvedsväxtart som beskrevs av Asa Gray. Celastrus richii ingår i släktet Celastrus och familjen Celastraceae. Inga underarter finns listade.